# 伏見駅 (愛知県)

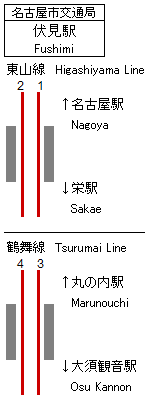
配線図

伏見駅（ふしみえき）は、愛知県名古屋市中区錦2丁目にある、名古屋市営地下鉄の駅である。アクセントカラーは青色。

## 概要
東山線と鶴舞線が乗り入れる。東山線にはH09、鶴舞線にはT07の駅番号が付与されている。鶴舞線駅務区上前津管区駅が管轄している。
名古屋を代表するオフィス街であり、文化芸術施設にも近い。また、東山線と鶴舞線の乗換が可能な唯一の駅として、名古屋駅および栄駅につながる乗換駅としても機能している。

## 歴史
- 1957年（昭和32年）11月15日：東山線の伏見町駅として開業[2]。
- 1966年（昭和41年）6月1日：伏見駅に改称。
- 1977年（昭和52年）3月18日：鶴舞線の駅が開業[3]。乗換駅となる。
- 1981年（昭和56年）11月27日：浄心までの延伸に伴い、鶴舞線の駅も途中駅となる[3][4]。
- 1985年（昭和60年）8月：日土地名古屋ビル完成により、4・5番出入り口にエスカレーターを設置。
- 2007年（平成19年）11月15日：市営地下鉄50周年記念事業の一つとして従来19時までであった伏見地下街の開門時間を20時30分までに延長。
- 2008年（平成20年）9月30日：名古屋インターシティの竣工に合わせて連絡通路が完成。これにより10番出入り口が再開され、あわせて地上へのエレベーターと通路上にエスカレーターが設置される。
- 2011年（平成23年）2月11日：manaca運用開始。
- 2012年（平成24年）2月29日：鶴舞線4番ホーム（上小田井・岩倉・犬山方面）と、中・北コンコースおよび東山線1・2番ホームとを結ぶエレベーターが運用を開始[5]。地上からすべてのホームにエレベーターのみでアクセス可能となる。これに伴いエスカレーターの車いす対応運転の取り扱いを終了。
- 2015年（平成27年）11月1日：東山線で可動式ホーム柵使用開始。
- 2016年（平成28年）4月1日：東改札口の営業時間を23時までに延長[6]。
- 2019年（令和元年）12月11日：駅ナカ商業施設「ヨリマチFUSHIMI」が開業[7]。
- 2022年（令和4年）8月17日：新たなエレベーター設置工事に伴い、同日10時より7番出入口を廃止[8]。
- 2023年（令和5年）8月22日 - 2025年（令和7年）11月末（予定）：隣接する6番出入り口を閉鎖[8]。
- 2025年（令和7年）4月7日：鶴舞線で可動式ホーム柵使用開始[9]。
- 2026年（令和8年）11月末（予定）：新エレベーター供用開始[8]。

## 駅構造

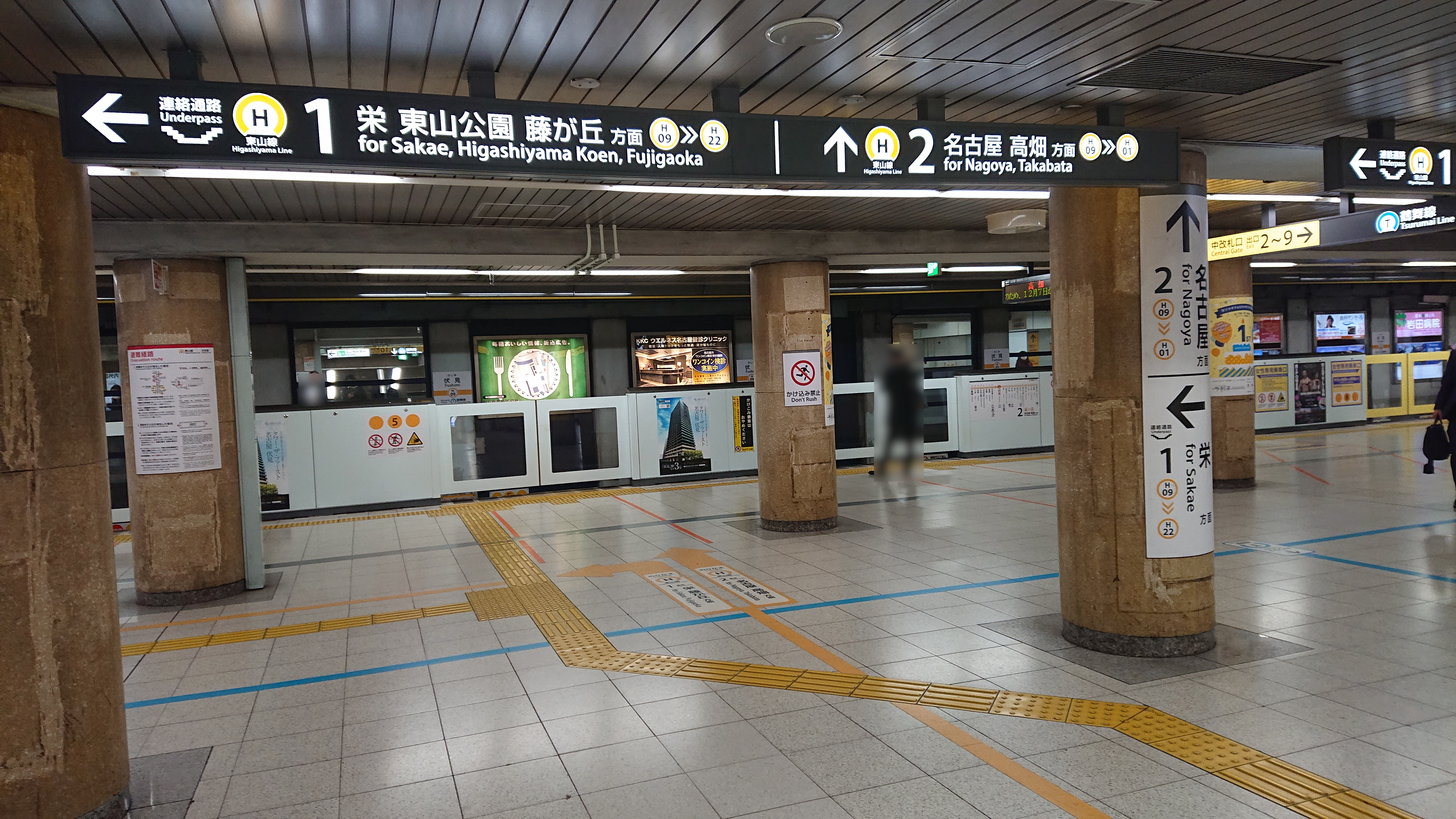
可動式ホーム柵設置後の東山線プラットホーム

東山線、鶴舞線ともに相対式ホーム2面2線を持つ地下駅で東山線には可動式ホーム柵が設置されている。改札口は北改札口、中改札口、南改札口、東改札口の合計4か所設置されている。
地下1階に伏見通（国道19号）直下を南北に伸びるコンコースがあり、同じ階にそのコンコースを南北に分断する形で、北から順に北改札口、東山線ホーム、中改札口が設置され、中改札口のさらに南側に、コンコースの改札外通路を挟んで南改札口が設置されている。このような構造のため、改札外からは、コンコースの北側と南側を地下で直接行き来することはできず、北側と南側では接続する出入口も異なる。
出入り口は10番まであるが、7番出入口はエレベーター出入口に改修されるため欠番となる。
東山線ホーム上には向かい側のホームとの連絡通路があり、階段のみではあるが改札内で南北を相互に行き来することができる。また、階下の鶴舞線ホームを経由することでエスカレーターやエレベーターを利用して行き来することも可能である。
東山線ホームはコンコースよりもやや高い中地下1階に相当する場所にあり、ホーム直結の東改札口（後述）から入場する場合を除き、改札口から東山線ホームへは階段またはエレベーターで上っていくことになる。地上からの深さは5.3 mであり、名古屋市営地下鉄で最も浅い場所にある地下ホームである。
地下3階には鶴舞線ホームが設けられている。なお、地下2階は共同溝となっており、一般利用者が立ち入れる場所はほとんど存在しない。地下1階と地下3階を結ぶ階段の途中にある踊り場が地下2階に相当する。鶴舞線ホームの地上からの深さはコンコース階と踊り場を挟むために17.7 mとなっている。
南改札口は、東山線ホームとは直接つながっていないため、南改札口から東山線を利用する場合は一旦鶴舞線ホームを経由する必要がある。そのため、南改札口の外側には、東山線利用の場合は反対側の中改札口へ向かうよう促す看板が立てられている。南改札口側のコンコースは中改札口側のコンコースよりやや深い場所に建設されており、階段やエレベーターで繋がっている。南改札口内のエレベーターは4番ホームにしかなく、3番ホームにはない。
東改札口は、東山線1番ホームと伏見地下街を直結しており、営業は基本的に地下街に連動している。そのため、利用時間は平日および土曜日の7:30 - 23:00までとなっているほか、伏見地下街が休業する日曜日・祝日・お盆期間・年末年始などは終日にわたり利用できない。また、東改札口は地下街直結のため、伏見駅の1番から10番のいずれの出入口にもつながっていない。
地上と行き来するエレベーターは4・5番出口直結の日土地名古屋ビル内と10番出口隣接の名古屋インターシティ内にあるが、日土地ビルのエレベーターの場合、エレベーターのみでは地上とコンコースを直接行き来できない上、早朝深夜及びビル休館日はビルが閉鎖されているため、利用できない。
北側コンコース（改札内）にファミリーマートがある。南側コンコース（改札外）は2019年（令和元年）12月11日に駅ナカ「ヨリマチFUSHIMI」としてオープンした。ヨリマチFUSHIMIの中にもエレベーターが1基設置されている。地上へのエレベーター整備に向け、7番出入口の封鎖・埋め戻しとエレベーターピットを2024年（令和6年）10月21日までに設置する工事の入札が2022年（令和4年）1月に行われ、同年8月17日に着工した。
鶴舞線は開業から浄心延伸まで始発駅であったため、赤池寄りに両渡り線が設置されていた。1989年（平成元年）に丸の内駅の渡り線設置に伴い撤去。

### のりば

伏見駅構内図
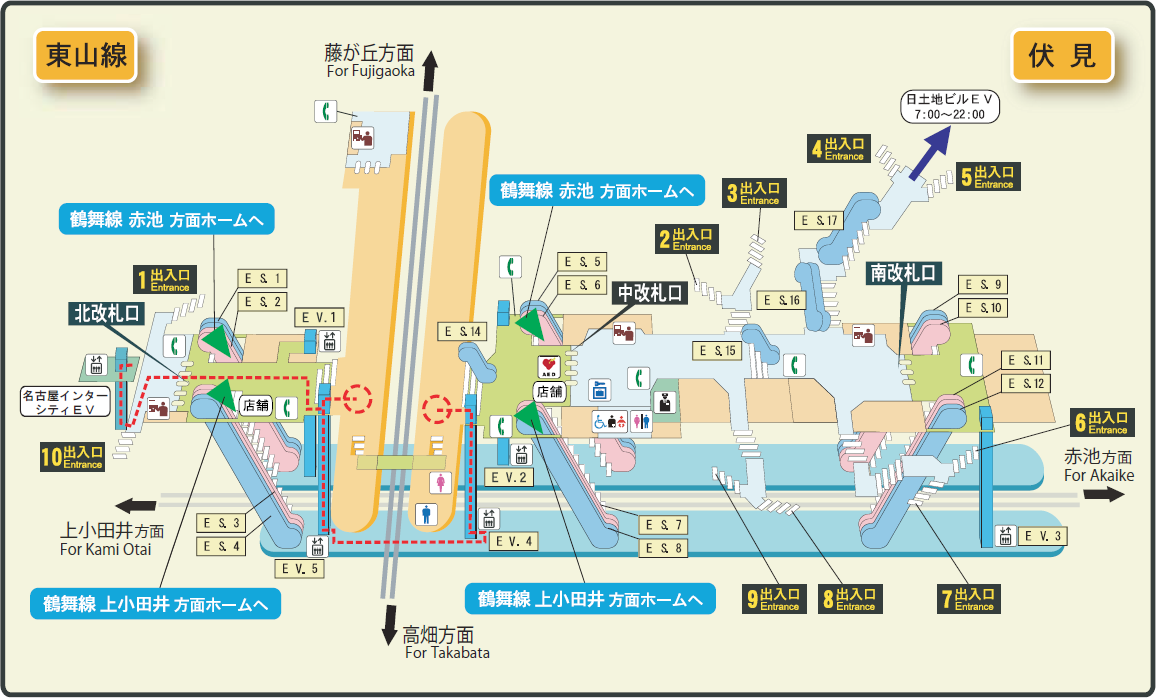
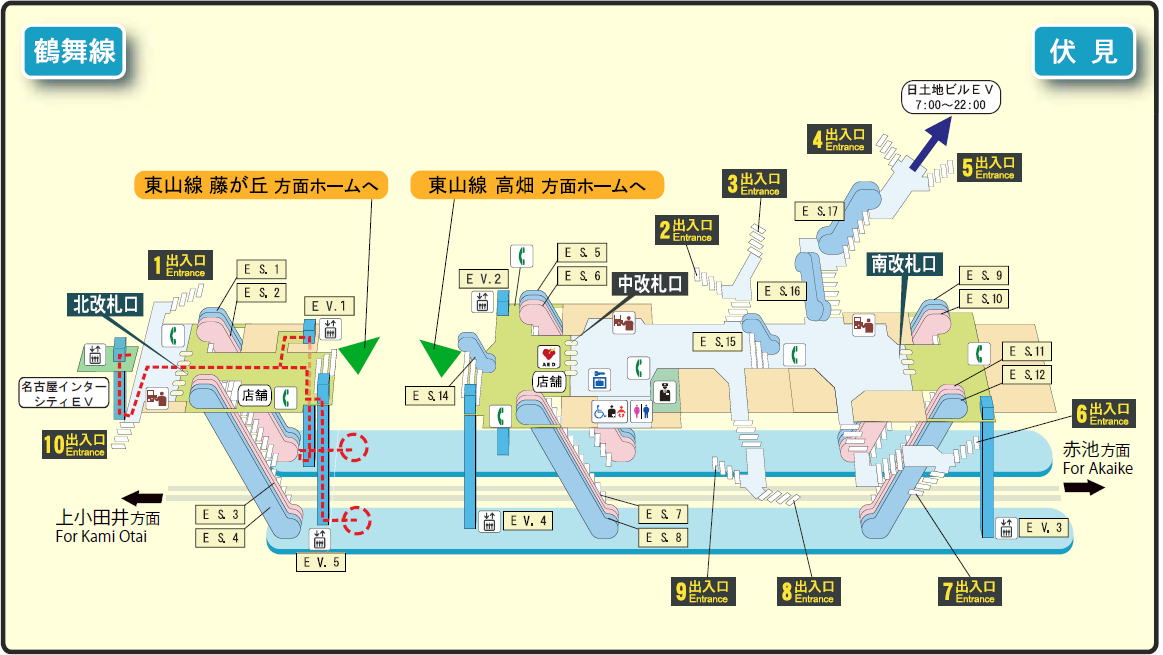

| ホーム | 路線   | 行先                       |
| ------ | ------ | -------------------------- |
| 1      | 東山線 | 栄・東山公園・藤が丘方面   |
| 2      | 東山線 | 名古屋・中村公園・高畑方面 |
| 3      | 鶴舞線 | 八事・赤池・豊田市方面     |
| 4      | 鶴舞線 | 浄心・上小田井・犬山方面   |

- 伏見駅構内図

## ギャラリー

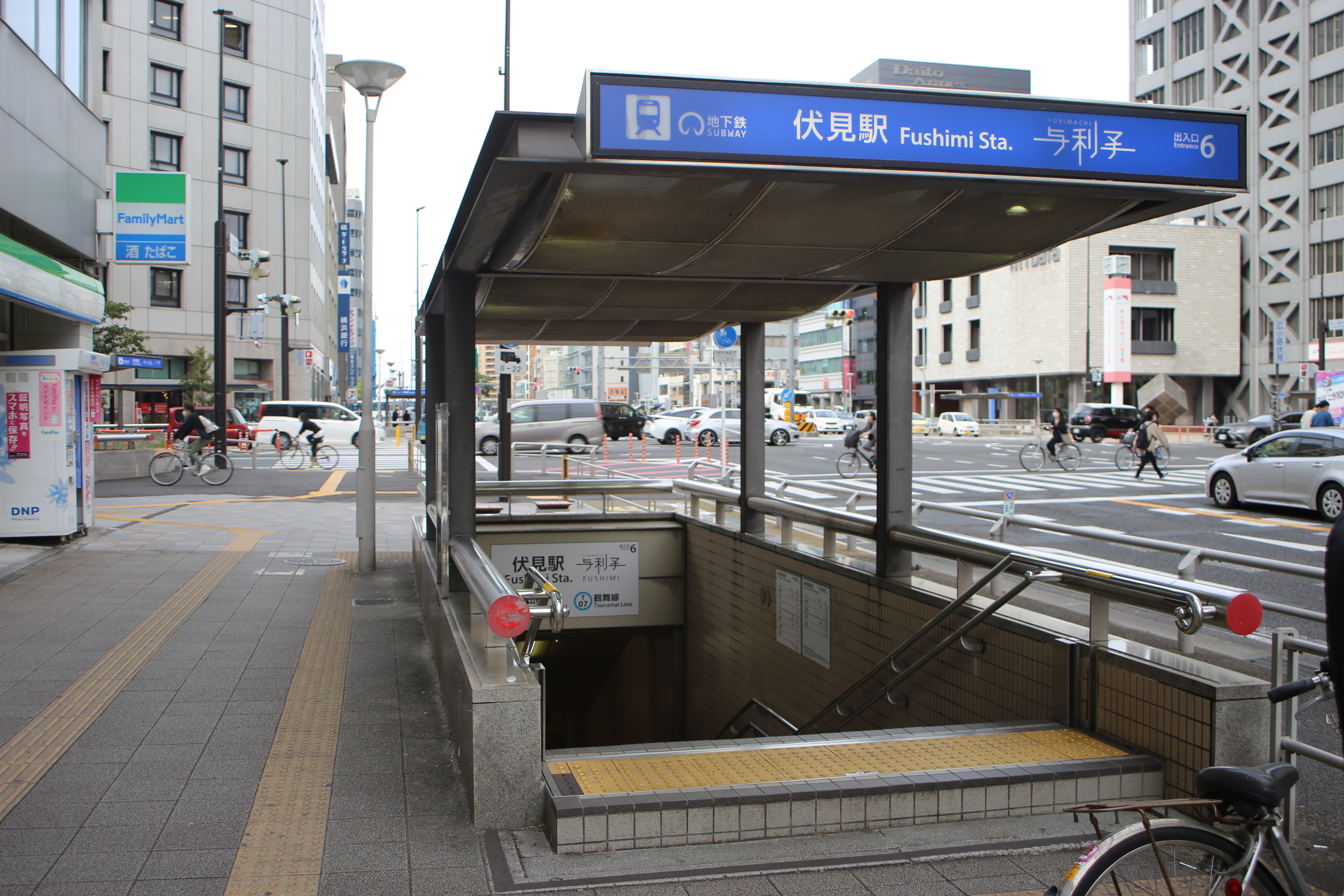
6番出入口（エレベーター設置工事のため2023年から閉鎖中）
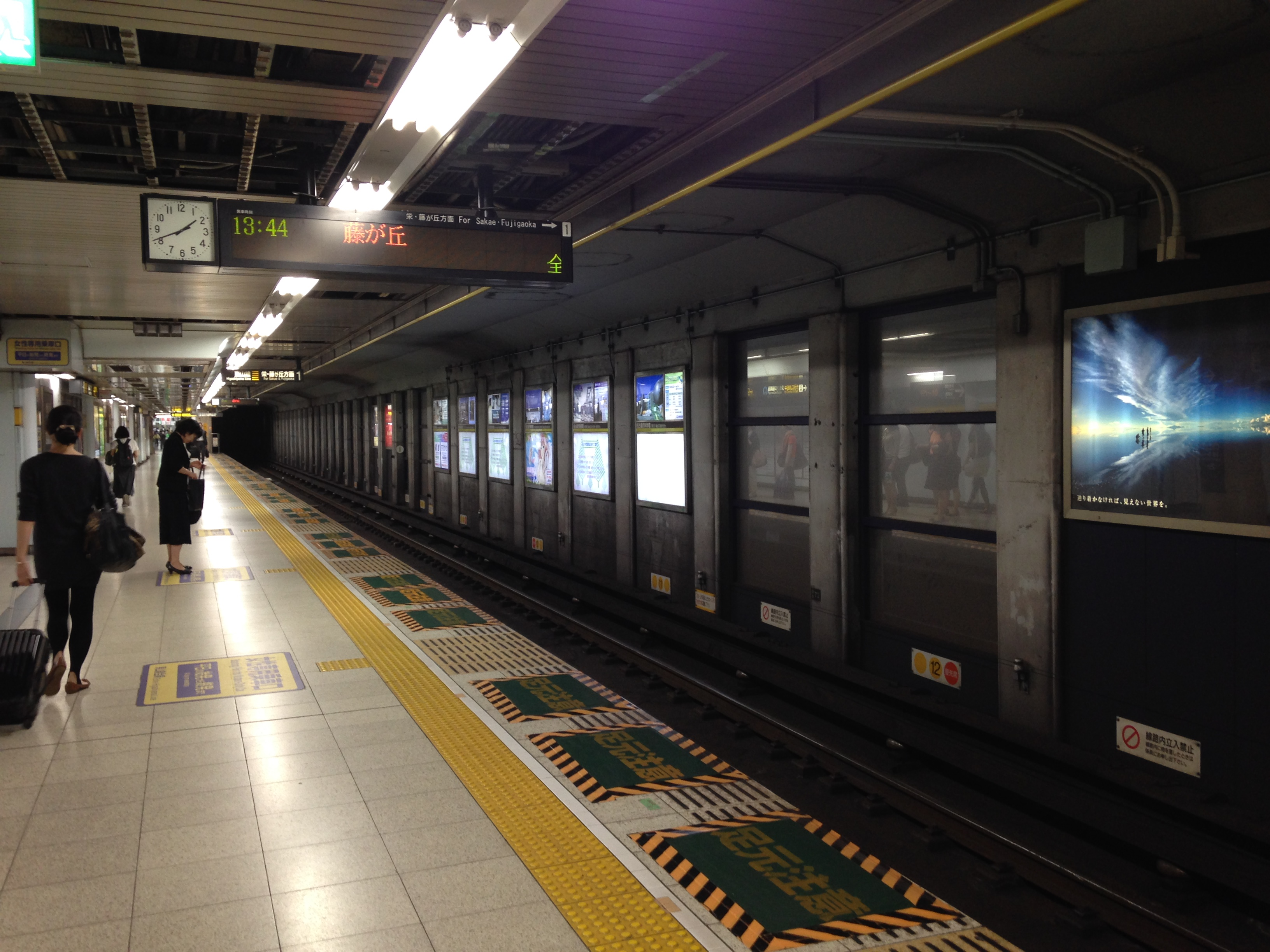
可動式ホーム柵設置前の東山線ホーム（2015年）
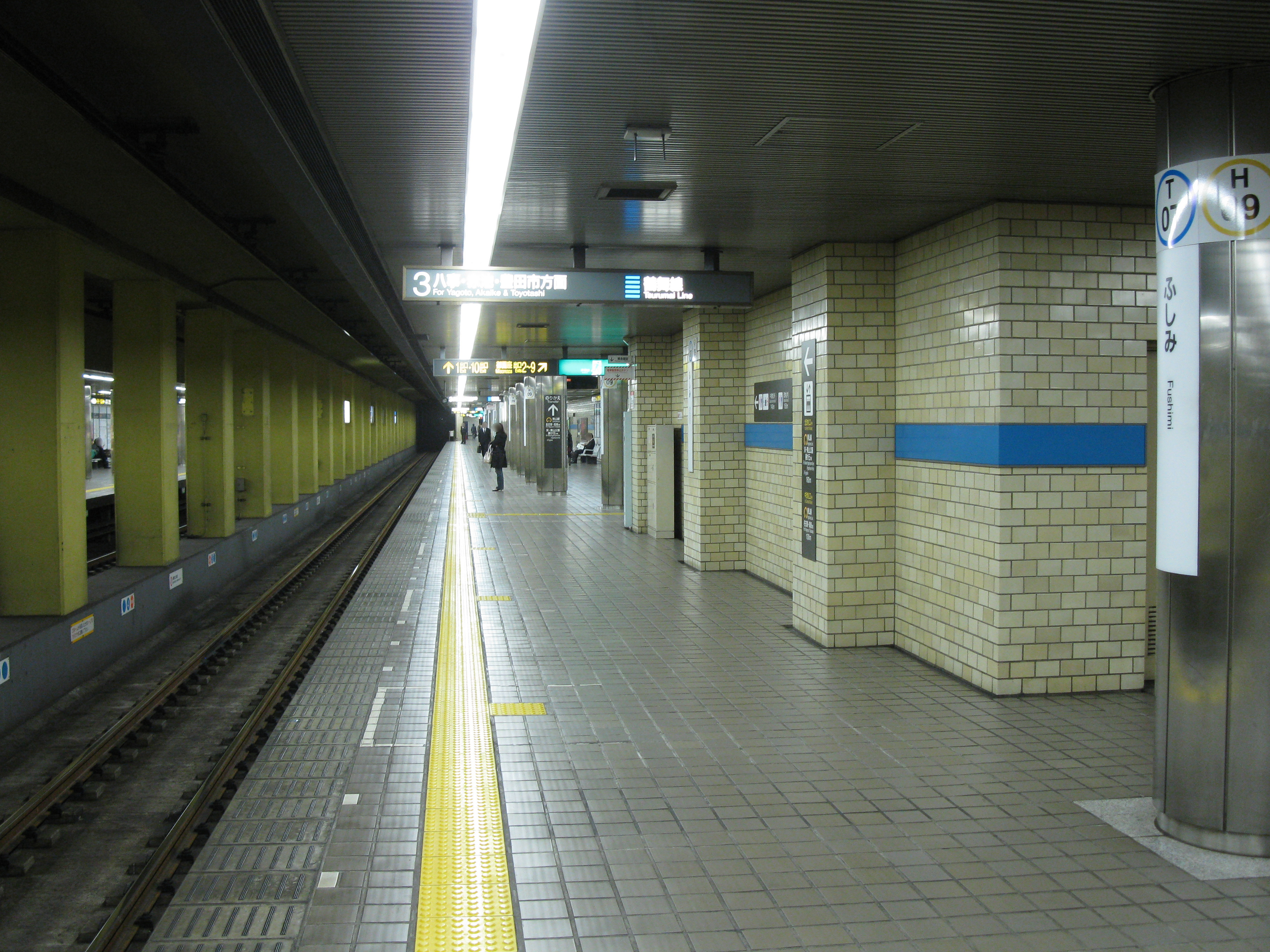
鶴舞線ホーム（2010年）

## ヨリマチFUSHIMI

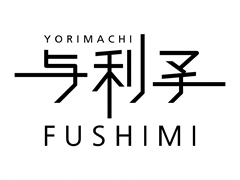
ヨリマチFUSHIMIロゴ

ヨリマチFUSHIMIは東山線高畑方面ホームにつながる中改札口と鶴舞線ホームにつながる南改札口の間のコンコースに2019年（令和元年）12月11日に開業した名古屋市営地下鉄で初めての駅ナカ商業施設である（一種の地下街）。店舗数11店舗、面積は883m2で、名鉄都市開発とザイマックスにより運営されている。

## 利用状況
| 年度               | 東山線乗車人員（人/日） | 鶴舞線乗車人員（人/日） | 乗車人員合計（人/日） |
| ------------------ | ----------------------- | ----------------------- | --------------------- |
| 2004年（平成16年） | 30,216                  | 12,644                  | 42,860                |
| 2005年（平成17年） | 29,515                  | 12,676                  | 42,191                |
| 2006年（平成18年） | 29,340                  | 13,537                  | 42,877                |
| 2007年（平成19年） | 29,367                  | 12,962                  | 42,329                |
| 2008年（平成20年） | 29,485                  | 13,099                  | 42,584                |
| 2009年（平成21年） | 28,841                  | 13,043                  | 41,884                |
| 2010年（平成22年） | 27,285                  | 12,259                  | 39,544                |
| 2011年（平成23年） | 28,724                  | 11,484                  | 40,208                |
| 2012年（平成24年） | 29,019                  | 11,754                  | 40,773                |
| 2013年（平成25年） | 29,882                  | 12,311                  | 42,193                |
| 2014年（平成26年） | 30,288                  | 12,434                  | 42,722                |
| 2015年（平成27年） | 31,327                  | 13,230                  | 44,557                |
| 2016年（平成28年） | 31,925                  | 13,775                  | 45,700                |
| 2017年（平成29年） | 31,853                  | 13,793                  | 45,646                |
| 2018年（平成30年） | 33,964                  | 14,484                  | 48,448                |
| 2019年（令和元年） | 34,882                  | 15,055                  | 49,937                |

利用客数は、東山線の駅では3位、鶴舞線の駅では1位、名古屋市営地下鉄全線の駅では名古屋・栄・金山に次いで4位となっている。乗り換え人員は含まない。

## 駅周辺
「伏見（名古屋市）」を参照。

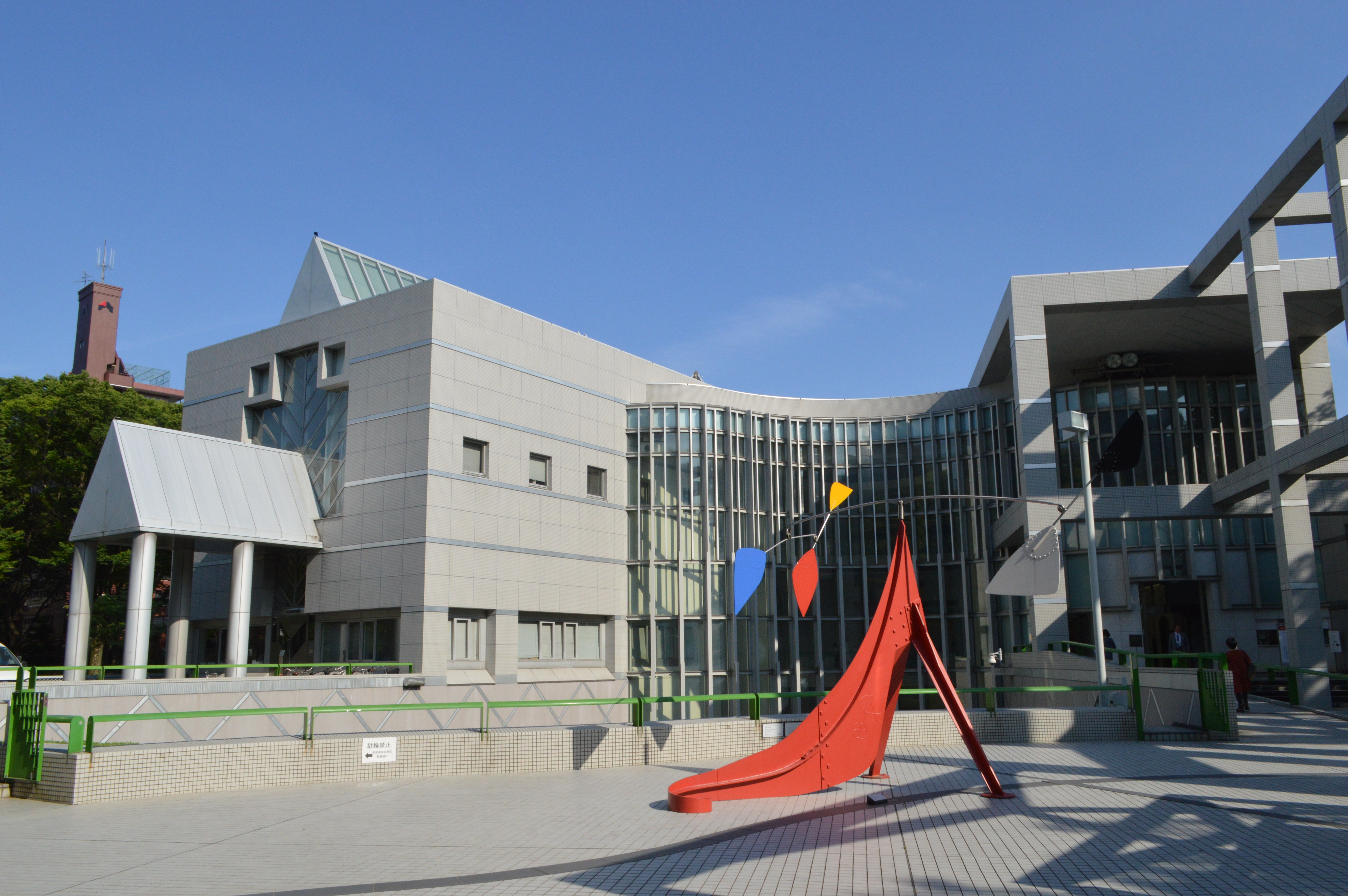
名古屋市美術館

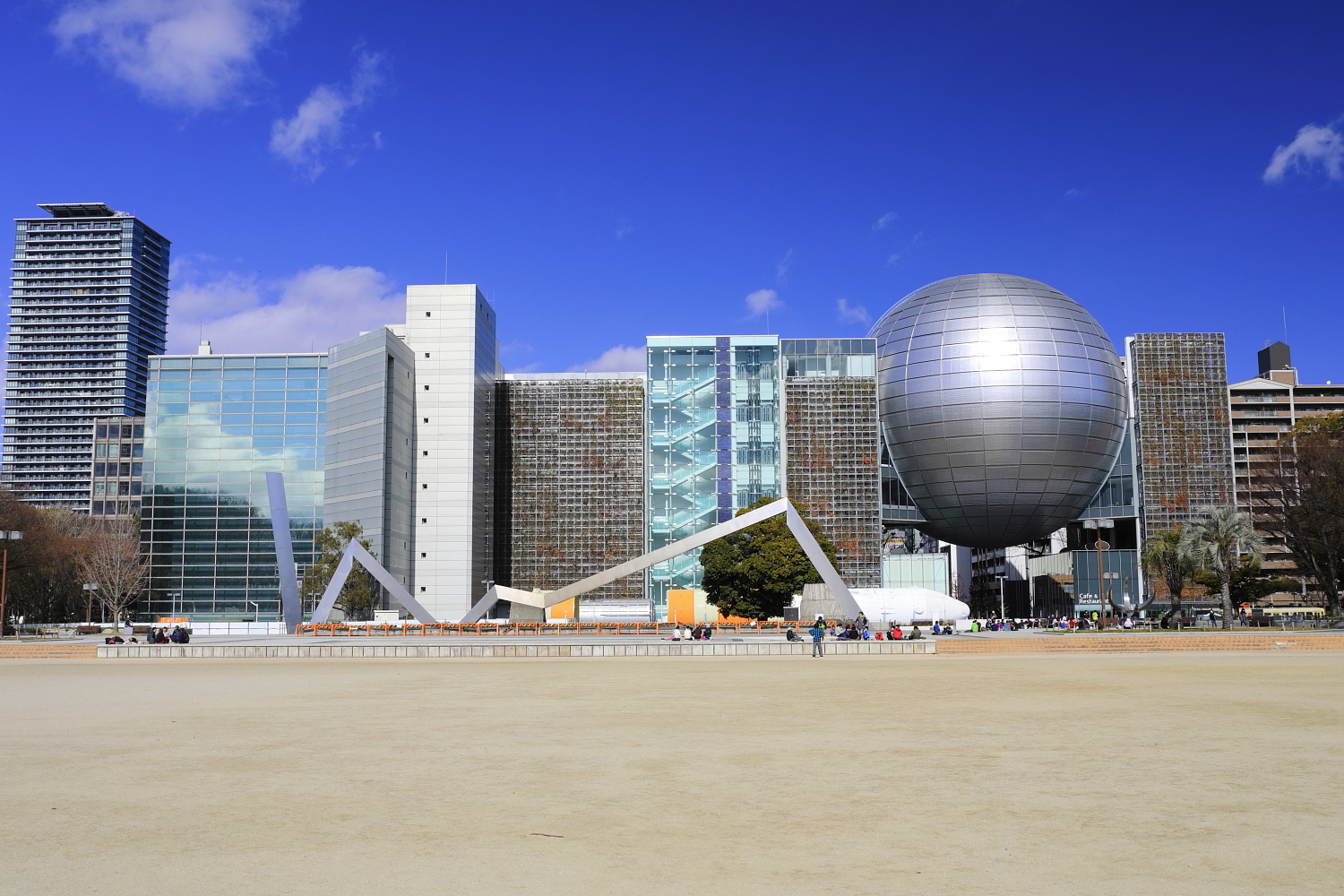
白川公園、名古屋市科学館

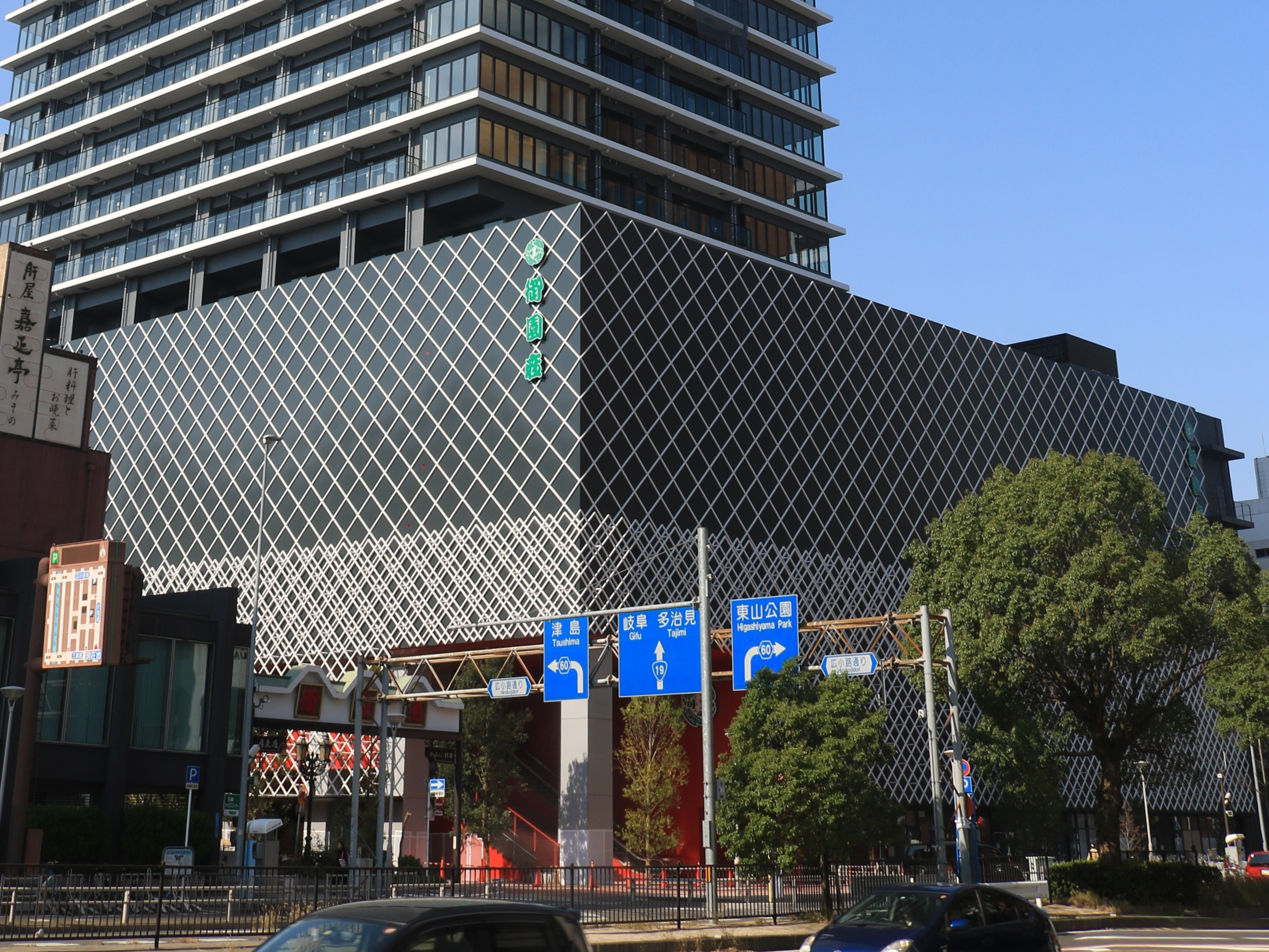
御園座

駅周辺には中高層の事務所ビルが林立する高度業務地区がある。
また、市内でも高層マンションの開発が盛んな地区である。
当駅の北側は中区錦（北西方向 - 錦一丁目、北東方向 - 錦二丁目）、南側は中区栄（南西方向 - 栄一丁目、南東方向 - 栄二丁目）である。錦一丁目・二丁目の北側の境となっている桜通には地下鉄桜通線が走り、丸の内駅もあるため、ここに掲げた施設の中にも丸の内駅から徒歩圏となるものも多い。
駅名の由来となった伏見町は、現在の錦一丁目と錦二丁目の境となっている伏見通（国道19号）の位置にかつて存在した町である。
駅西側（名古屋駅側）の栄1丁目、錦1丁目を中心としたエリアにはゲイ・バーなどが25店ほど集まっており、隣駅の栄駅南側の栄4丁目を中心としたエリア（女子大小路周辺）と合わせて82店舗があるとされ、ゲイ・タウンを形成する一面を持つ。

### 錦一丁目
- 名古屋インターシティ
- 納屋橋
- 下園公園
- 名古屋観光ホテル
- 名古屋商科大学大学院
- 名古屋商科大学
- 横浜銀行名古屋支店
- みずほ銀行名古屋支店
- 名古屋市立御園小学校
- ヤマハ名古屋ビル
  - ヤマハ名古屋ホール（旧称広小路ヤマハホール）

### 錦二丁目
- 日本銀行名古屋支店（最寄駅は丸の内駅である）
- 長者町繊維街
- 伏見地下街（長者町地下街）
- りそな銀行名古屋支店
- 三菱UFJ銀行名古屋営業部・名古屋中央支店（旧東海銀行本店）
- 三井住友銀行名古屋支店
- 静岡銀行名古屋支店
- 三十三銀行名古屋法人営業部
- NTTデータ伏見ビル
- 豊島ビル
  - 豊島名古屋本社
- 中日本高速道路本社
- 伏見ミリオン座

### 栄一丁目
- 御園座会館
  - 御園座
  - 御園座演劇図書館
- 新名古屋ミュージカル劇場（閉鎖）
- 名古屋朝日会館
  - 朝日新聞名古屋本社
  - ヒルトン名古屋
- テラッセ納屋橋
  - 読売新聞中部支社
  - 大垣共立銀行テラッセ納屋橋支店
  - MEGA ドン・キホーテUNY納屋橋店
- 名古屋観光ホテル
- リッチモンドホテル名古屋納屋橋
- 名古屋クラウンホテル
- 名古屋市立栄小学校
- ライオンズホテル名古屋
- 伏見ライフプラザ
  - 名古屋市中消防署
- 名古屋市中スポーツセンター
- 山口銀行名古屋支店
- 星城大学リハビリテーション学部

### 栄二丁目
- 白川公園
  - 名古屋市科学館
  - 名古屋市美術館
- 電気文化会館
  - でんきの科学館
- 三井住友海上しらかわホール
- 名古屋商工会議所
- 愛知労働局広小路庁舎

## バス路線

### 名古屋市営バス（広小路伏見・バス停）
名古屋市営バスは主に地下鉄が地下を通らない広小路通（愛知県道60号名古屋長久手線）を通過している。地下鉄と完全に重複する錦通や伏見通（国道19号）を通過する路線はほとんどない。
- C-758：名古屋駅→広小路伏見→大須本町通→名古屋駅
- 名駅16：名古屋駅→広小路伏見→広小路本町・名古屋駅→広小路伏見→東新町→広小路伏見→名古屋駅
- 幹栄2：栄 - 広小路伏見 - 新大正橋西
- 栄22：栄 - 広小路伏見 - 港区役所
- 栄24：栄 - 広小路伏見 - 稲西車庫
- 深夜2：栄 - 広小路伏見 - 地下鉄高畑
- 名古屋観光ルートバス「メーグル」：名古屋駅→名古屋城→広小路伏見→名古屋城→名古屋駅（広小路伏見18：00発の最終便は名古屋駅へ直行）

### 名鉄バス（広小路伏見・バス停）
- 【40】【43】：栄 - 広小路伏見 - 津島駅（【40】）・大坪（【43】）

### 名鉄バス（伏見町・バス停）
伏見通（国道19号）沿いにあり、名鉄バス・岐阜乗合自動車・東濃鉄道の近距離高速バスが停車する。各地行きは乗車のみ、名鉄バスセンター行きは降車のみ取り扱う。
- 県営名古屋空港線：県営名古屋空港・あいち航空ミュージアム ※運休中
- 名古屋・高針線：愛知学院大学
- 名古屋・桃花台線：小牧駅・桃花台・明治村
- 名古屋関美濃線：中濃庁舎
- 名古屋・多治見線：多治見・可児車庫
- 西可児 - 名古屋線：リトルワールド・可児車庫
- 名古屋 - 土岐プレミアム・アウトレット線：土岐プレミアム・アウトレット

## 隣の駅
名古屋市営地下鉄
 東山線
名古屋駅 (H08) - 伏見駅 (H09) - 栄駅 (H10)
 鶴舞線
丸の内駅 (T06) - 伏見駅 (T07) - 大須観音駅 (T08)
- 括弧内は駅番号を示す。